# Тикмерс, Жоржс Янович
Жоржс Я́нович Ти́кмерс (латыш. Žoržs Tikmers, род. 22 января 1957 года, Иецава, Латвийская ССР, СССР) — советский гребец, серебряный призёр Олимпийских игр. Заслуженный мастер спорта СССР.
В 1992—2012 годах был вице-президентом Латвийского олимпийского комитета. В 2012—2020 годах был генеральным секретарём комитета, а в 2020—2023 годах был президентом комитета.

## Карьера
На Олимпиаде в Москве Жоржс в составе распашной четвёрки с рулевым выиграл серебряную медаль.